# Harry Davis
Harry A. Davis (Cleveland, Ohio; 27 de enero de 1956) es un exjugador de baloncesto estadounidense que jugó dos temporadas en la NBA, además de hacerlo en la CBA y en la liga ACB. Con 2,00 metros de estatura, lo hacía en la posición de ala-pívot.

## Trayectoria deportiva

### Universidad
Jugó durante cuatro temporadas con los Seminoles de la Universidad Estatal de Florida, en las que promedió 14,0 puntos y 6,8 rebotes por partido. En su última temporada fue elegido Jugador del Año de la Metro Conference. Figura entre los mejores anotadores de la historia de los Seminoles con 1.516 puntos conseguidos.

### Profesional
Fue elegido en la trigésimo tercera posición del Draft de la NBA de 1978 por Cleveland Cavaliers, donde jugó una temporada a las órdenes de Bill Fitch prácticamente como último hombre del banquillo. Salió a pista en 40 encuentros, en los que promedió 4,1 puntos y 1,7 rebotes.
Poco antes del comienzo de la temporada 1979-80 fue despedido, pasando a jugar a los Maine Lumberjacks de la CBA hasta que recibió una oferta para fichar por diez días por los San Antonio Spurs, donde jugó 4 partidos en los que promedió 3,3 puntos y 1,5 rebotes. fue invitado al campus de verano de los Spurs al año siguiente, pero la llegada al banquillo de Stan Albeck, el mismo que no lo quiso en los Cavs al año anterior, truncó sus opciones de firmar por el conjunto tejano.
Volvió entonces a la CBA, para jugar con los Rochester Zeniths y los Atlantic City Hi Rollers, hasta que en 1983 ficha por el CAI Zaragoza de la liga ACB española. Allí no cumple con las expectativas, y tras jugar 10 partidos en los que promedió 18,3 puntos y 7,7 rebotes, fue sustituido por Kevin Magee.
Regresó a su país, donde jugaría una temporada más en la CBA antes de retirarse definitivamente.

## Estadísticas de su carrera en la NBA

### Temporada regular
| Temporada | Edad | Equipo              | Liga | P  | TIT | MIN | TC  | TCA | %TC  | 3P  | 3PA | %3P | TL  | TLA | %TL  | R.OF. | R.DEF. | REB | ASIS | ROB | TAP | PER | FP  | PTS |
| 1978-79   | 23   | Cleveland Cavaliers | NBA  | 40 |     | 9.9 | 1.7 | 3.8 | .431 |     |     |     | 0.8 | 1.1 | .698 | 0.7   | 1.0    | 1.7 | 0.4  | 0.3 | 0.2 | 0.6 | 1.7 | 4.1 |
| 1979-80   | 24   | San Antonio Spurs   | NBA  | 4  |     | 7.5 | 1.5 | 3.0 | .500 | 0.0 | 0.0 |     | 0.3 | 0.5 | .500 | 0.5   | 1.0    | 1.5 | 0.0  | 0.3 | 0.0 | 0.8 | 2.0 | 3.3 |
| Total     |      |                     | NBA  | 44 |     | 9.6 | 1.6 | 3.8 | .436 | 0.0 | 0.0 |     | 0.7 | 1.0 | .689 | 0.7   | 1.0    | 1.6 | 0.4  | 0.3 | 0.2 | 0.6 | 1.7 | 4.0 |